# EB 84
EB 84 è un album in studio del duo musicale statunitense The Everly Brothers, pubblicato nel 1984.

## Tracce
1. On the Wings of a Nightingale (Paul McCartney) - 2:33
2. Danger Danger (Frankie Miller) - 3:26
3. The Story of Me (Jeff Lynne) - 4:11
4. I'm Takin' My Time (Rick Beresford, Pat Alger) - 2:46
5. The First in Line (Paul Kennerley) - 2:57
6. Lay Lady Lay (Bob Dylan) - 3:14
7. Following the Sun (Don Everly) - 3:31
8. You Make It Seem So Easy (Don Everly) - 3:12
9. More Than I Can Handle (Pete Wingfield, Mike Vernon) - 2:58
10. Asleep (Don Everly) - 4:10

## Formazione
- Don Everly – voce, chitarra acustica
- Phil Everly – voce, chitarra acustida
- Dave Edmunds – basso, chitarra (traccia 1)
- Albert Lee – chitarra
- Jeff Lynne – basso
- Paul McCartney – chitarra (1)
- Gerry Conway – batteria
- Philip Donnelly – chitarra
- John Giblin – basso
- Gerry Hogan – pedal steel guitar
- Richard Tandy – tastiera
- Terry Williams – batteria
- Pete Wingfield – tastiera